# 维拉尔多拉
维拉尔多拉（義大利語：Villar Dora），是意大利都灵省的一个市镇。总面积5平方公里，人口3028人，人口密度605.6人/平方公里（2009年）。ISTAT代码为001303。

## 友好城市
- 法國Lanslebourg-Mont-Cenis